# Furchung
Als Furchung (auch Furchungsteilung) bezeichnet man die Zellteilung durch Abschnürung bei Zygoten (befruchtete Eizellen) am Beginn der Embryogenese (Embryonalentwicklung) von vielzelligen Tieren. Dabei vergrößert sich der Embryo nicht. Da also keine Neubildung von Material nötig ist, handelt es sich bei diesen Teilungen um die schnellsten überhaupt, eine Kernteilung kann alle acht Minuten stattfinden. Nach einer großen Anzahl von Furchungen bildet sich so eine dicht mit Zellen gefüllte Kugel, die Morula. Die bei den Furchungen entstandenen Zellen nennt man Blastomeren.
Ein Unterschied zu den „normalen“ Zellteilungen ist außerdem, dass alle Teilungen synchron verlaufen. Des Weiteren ändert sich die Kern-Plasma-Relation ständig, während diese bei einer Zellteilung sonst konstant bleibt. Der Zellzyklus ist verkürzt, er besteht nur aus S- und M-Phase, wodurch sich auch die enorme Geschwindigkeit der Zellteilungen erklären lässt.

## Geschichte
Der englische Physiologe Martin Barry hatte 1839 erstmals die Furchungen am befruchteten Säugetierei beschrieben.

## Furchungstypen
Man unterscheidet drei Furchungstypen: Holoblastische, Meroblastische und Wendelfurchung.

### Holoblastische Furchung
(griechisch holos ‚ganz‘) – vollständige Furchung
- Isolecithal – Dotter gleichförmig verteilt (griech. iso ‚gleichförmig‘)
  - radial: Stachelhäuter, Lanzettfischchen
  - bilateral: Manteltiere
  - rotational: Theria, Fadenwürmer
- Anisolecithal – Dotter ungleichförmig verteilt
  - versetzt radial: Amphibien

### Meroblastische Furchung
(griech. meros ‚Teil‘) – partielle Furchung
- Telolecithal – Dotter an einem Pol konzentriert (griech. telo ‚Ende‘)
  - discoidal: Kopffüßer, Fische, Reptilien, Vögel und Kloakentiere[3]
- Centrolecithal – Dotter im Zentrum konzentriert
  - superfiziell: Insekten

### Wendelfurchung (Spiralfurchung)
- Isolecithal
  - helical: Die Zellen stehen wendelförmig gegeneinander versetzt.

Bei der Wendelfurchung, die für Anneliden und Weichtiere (außer Kopffüßer) charakteristisch ist, werden die Furchungsspindeln in einem schiefen Winkel zur Animal-Vegetativ-Achse angeordnet, so dass die Blastomeren helixförmig gegeneinander versetzt sind.